# 吾提库尔·阿里木
吾提库尔·阿里木（1958年1月—），维吾尔族，新疆墨玉县人，中华人民共和国政治人物。

## 生平
1982年1月，毕业于西北民族学院汉语专业。1994年，担任和田市副市长。1997年12月，担任和田市市长。1998年3月，担任中共和田市市委常委、市长。2001年，担任中共和田地委委员、统战部部长。2012年3月，担任新疆维吾尔自治区人大和田地区工委党组副书记、主任。2015年11月，因涉嫌严重违纪，接受组织调查。2016年8月，因涉嫌受贿案，被审查起诉。